# Ouyen
Ouyen ist eine Kleinstadt im Nordwesten des australischen Bundesstaates Victoria. Sie liegt 100 km südlich von Mildura und 441 km nordwestlich von Melbourne an der Kreuzung des Calder Highway (A79) und des Mallee Highway (B12). Die Kleinstadt gehört zur Local Government Area Mildura Rural City und bei der Volkszählung 2016 wurden 1.045 Einwohner gezählt.

## Geschichte
Die Gegend war ursprünglich vom Aboriginesstamm der Wergaia bevölkert. Der Name der Stadt soll von Wergaia-Wort Wuya-Wuya abgeleitet sein. Einige Wissenschaftler sagen, dies würde Rosaohrenente bedeuten, andere meinen, es heiße Geister-Wasserloch.
Die Stadt entstand rund um den Bahnhof, der 1906 an der Eisenbahnlinie nach Mildura gebaut wurde. Ein Postamt eröffnete am 22. Oktober 1907. Dort kreuzt diese Eisenbahnlinie die West-Eisenbahnlinie, die parallel zum Mallee Highway verläuft. Die West-Eisenbahnlinie ist zurzeit in schlechtem Erhaltungszustand und dient nur dem Transport von Getreide aus den Silos in den kleinen Siedlungen zwischen Ouyen und der Grenze zu South Australia. Der Streckenabschnitt in Victoria besitzt Breitspur, während die Eisenbahnstrecke von Pinnaroo nach Tailem Bend bereits auf Normalspur umgestellt wurde. Es gibt keine Einrichtungen zum Umspuren der Wagen. Diese Eisenbahnlinie diente ursprünglich als Gütertransportstrecke zwischen den Bundesstaaten. Auch The Overland nutzte diese Breitspurstrecke, während die Hauptstrecke von Melbourne nach Adelaide (über Bordertown) 1995 auf Normalspur umgestellt wurde.
Land wurde ab 1910 an Privatleute verkauft, wovon der größte Teil gerodet und als Schafweide und für den Anbau von Weizen und Hafer genutzt wurde.

## Wirtschaft
Heute ist Ouyen wirtschaftliches Zentrum des Getreideanbaus in der Gegend. In der Erntezeit wird das Getreide mit LKWs zum Hafen nach Portland gebracht, wo es auf Schiffe verladen oder gemahlen wird.

## Verwaltung
In die Stadt wurde einige früher selbständige Orte eingemeindet, z. B.:
- Galah (15 km westlich der Stadt am Mallee Highway, Postamt von 1911 bis 1976, als die Eisenbahn kam)
- Galah North (westlich der Stadt, Postamt von 1925 bis 1927)
- Tiega (westlich der Stadt, Postamt von 1911 bis 1961)
- Timberoo und Timberoo South (südlich der Stadt (Postamt von 1913 bis 1933))
- Wymlet (nördlich der Stadt, Postamt von 1912 bis 1963)
- Trinita (nördlich der Stadt, Postamt von 1925 bis 1936)
- Kiamal (nördlich der Stadt, Postamt von 1917 bis 1980)
- Cramerton (nördlich der Stadt, Postamt von 1924 bis 1969)
- Boulka (südlich der Stadt, Postamt ab 1921)
- Bronzewing (südlich der Stadt, Postamt von 1921 bis 1967)
- Nunga (südlich der Stadt, Postamt von 1914 bis 1967)
- Gypsum Siding (südlich der Stadt, Postamt von 1922 bis 1940)
- Boorongie und Boorongie North (südlich der Stadt)

## Sport
Ouyen hat ein Australian-Football-Team namens Ouyen United, das aus den beiden Teams Ouyen Rovers (Kiamal, Tiega) und TGP (Tempy, Gorya, Patchewollock) hervorgegangen ist und in der Mallee Football League spielt.
Golfer spielen auf dem Golfplatz des Ouyen Golf Club an der Daker Street.

## Veranstaltungen
Seit 1998 wird der Große Australische Vanilleschnittchen-Wettbewerb in Ouyen abgehalten.
In der Stadt wurde auch die Autumn Art Show im April und das Mallee Wildflower Festival im Oktober abgehalten. 2003 wurde dort der Ouyen Raindance aufgeführt, wo 500 Frauen an einem geheimen Ort nackt tanzten, damit es nach langer Trockenheit wieder regnen sollte.
In der Stadt steht die Big Mallee Root. Mallee-Wurzeln waren einst wichtig als Feuerholz für die ehemaligen Soldaten, die sich in Ouyen niederließen.
Am zweiten Sonntag im Februar treffen sich jades Jahr Einwohner und frühere Einwohner in den Fitzroy Gardens in Melbourne.

## Klima
|                       | Jan  | Feb  | Mär  | Apr  | Mai  | Jun  | Jul  | Aug  | Sep  | Okt  | Nov  | Dez  |   |       |
| Mittl. Tagesmax. (°C) | 32,4 | 32,2 | 28,6 | 23,9 | 19,2 | 15,8 | 15,2 | 17,3 | 20,3 | 23,9 | 27,7 | 30,2 | ⌀ | 23,9  |
| Mittl. Tagesmin. (°C) | 15,7 | 15,5 | 13,1 | 9,7  | 7,4  | 5,3  | 4,4  | 5,1  | 7,1  | 8,9  | 12,0 | 14,1 | ⌀ | 9,8   |
|                       |      |      |      |      |      |      |      |      |      |      |      |      |   |       |
| Niederschlag (mm)     | 19,7 | 17,4 | 15,1 | 17,8 | 31,7 | 28,9 | 34,4 | 33,3 | 31,2 | 28,9 | 32,2 | 32,5 | Σ | 323,1 |
|                       |      |      |      |      |      |      |      |      |      |      |      |      |   |       |
| Regentage (d)         | 3,7  | 3,1  | 3,3  | 4,2  | 7,1  | 10,4 | 11,9 | 11,1 | 8,8  | 7,2  | 5,8  | 5,1  | Σ | 81,7  |

| 15,7 |

| 15,5 |

| 13,1 |

| 9,7 |

| 7,4 |

| 5,3 |

| 4,4 |

| 5,1 |

| 7,1 |

| 8,9 |

| 12,0 |

| 14,1 |

| 15,7 |

| 15,5 |

| 13,1 |

| 9,7 |

| 7,4 |

| 5,3 |

| 4,4 |

| 5,1 |

| 7,1 |

| 8,9 |

| 12,0 |

| 14,1 |

## Trivia
Die australische Folk-Rock-Band Weddings Parties Anything erwähnt Ouyen in ihrem Lied Hungry Years (1987) auf ihrem Dubut-Album Scorn of the Women. 'Hungry Years' beschreibt umherziehende Erntearbeiter auf ihrem Weg nach Mildura.